# جاش کلی (بازیگر)
جاش کلی (انگلیسی: Josh Kelly؛ زادهٔ ۲۵ آوریل ۱۹۸۲) هنرپیشه اهل ایالات متحده آمریکا است. وی از سال ۲۰۰۶ میلادی تاکنون مشغول فعالیت بوده‌است.